# 失憶的總理大臣
《失憶的總理大臣》（きおくにございません!）是2019年9月13日上映的日本電影。導演・編劇為三谷幸喜，主演為中井貴一。

## 故事大綱
有個男子突然從醫院的病床上醒過來，但他卻失去一切的記憶。
他趕緊逃離醫院，卻看到自己突然出現在電視螢幕上。讓他感到震驚的是原來他就是演說中途，遭到聽眾投石頭襲擊，並因此直接送院的日本內閣總理大臣黑田啓介。但讓他感到更加衝擊的地方是他原來也是一位在日本國會殿堂上因為失言等許多原因而獲得「最討人厭的理大臣」的稱號的人。
這名失憶的男子突然被一位自稱他的秘書官的人一邊說「我們來迎接你了，總理」一邊將他帶回總理大臣官邸，然後還警告他喪失記憶這件事是最高機密。
由於他失去從成為國會議員到現在的所有記憶，包括這名男子想要推動的政策以及國會議事堂的所在處，甚至是他的妻子還有孩子的名字全都想不起來。但他的妻子不但疑似別人外遇，兒子似乎也跟著學壞。然後在這些混亂中，還碰上美國總統正要訪日，並且要召開日美領袖高峰會的麻煩。於是這場將所有人都捲入其中的大混亂，這名失憶的男子將要為此開始展開一場大逆轉。

## 登場角色
黑田啓介
演 - 中井貴一
第127任日本內閣總理大臣（首相），擁有憲政史上最糟支持率2.3%的紀錄。在演說過程中遭到民眾投石襲擊而失去從政後的記憶，仍有幼時記憶。
井坂
演 - 藤岡靛
總理大臣秘書官。將黑田失憶的事情列為最高機密，並暗中輔助黑田。
黑田聰子
演 - 石田百合子
啓介之妻、內閣總理大臣夫人。傳聞他與丈夫的秘書官井坂有外遇。
番場希美
演 - 小池榮子
事務秘書官。與總理秘書官井坂一起暗中輔助黑田及其家人。
壽賀小姐
演 - 齊藤由貴
總理大臣官邸廚師。做每件事都很自我。
山西茜
演 - 吉田羊
在野黨第二黨黨首。與黑田是同期議員，過去隸屬同一黨，與黑田私下經常往來。
大關平太郎
演 - 田中圭
熱心工作的警察官。過去夢想成為特勤人員。與黑田相遇時，黑田與他約定會任命他擔任自己的特勤人員，之後也實踐這個約定。
南條實
演 - 寺島進
中年木工。對黑田丟石頭造成他喪失記憶的犯人。
黑田篤彦
演 - 濱田龍臣
黑田的獨生子。由於父親被人稱作壞心總理大臣而遭人討厭，經常引起像是半夜被警察抓到進行輔導等各種問題。
晚間新聞主播（近藤波妮塔）
演 - 有働由美子
新聞主播。對於近藤的各種行動，徹底貶低他。
小野田治
演 - 梶原善
小野田建設公司社長。黑田的小學同學。
古賀
演 - 藤本隆宏
特勤人員。雖然經常在黑田旁擔任護衛，但卻對壞心政治家的黑田感到失望。
野野宮萬作
演 - 迫田孝也
助理秘書官。與井坂、番場等人知道黑田失憶的事情，也是少數支持他的人之一。
鱒淵影虎
演 - ROLLY
日本眾議院議員。聰子的哥哥，黑田的舅子。父親雖然是總理大臣，但父親卻未指定他為繼承人反而指名黑田，而讓他對於黑田有很複雜的感情。善於演奏吉他。
八代
演 - 後藤淳平（JARUJARU）
鶴丸官房長官的秘書官。
傑特・和田
演 - 宮澤艾瑪
鳴川總統的隨身通譯。
櫻塚
演 - 市川男女藏
厚生勞動大臣。因為國會休會而跑到菲律賓酒吧。
森崎
演 - 小林隆
財務大臣。無論是西裝或晨禮服都是短袖短褲。
牛尾
演 - 飯尾和樹
外務大臣。有著一對大耳朵。
戶波
演 - 小澤雄太
診斷出黑田失憶的腦外科醫生。
定食屋店長
演 - 阿南健治
定食屋店長。討厭黑田。
中年上班族
演 - 近藤芳正
路人。很討厭黑田。
高級餐廳店長
演 - 栗原英雄
黑田常去的高級餐廳店長。
間諜
演 - 川平慈英
電視劇「女西鄉」主演女主角
演 - 天海祐希
各種聲音
演 - 山寺宏一
蘇珊・聖詹姆斯・鳴川
演 - 木村佳乃
美國第一個日裔女性總統。
柳友一郎
演 - 山口崇
前小学校老師。啓介的恩師。
鶴丸大悟
演 - 草刈正雄
內閣官房長官。在國民相當有人氣，過去10年間，就算總理大臣換了5位，依然繼續擔任官房長官一職，因此被稱為「地下總理」。此外還是日本高爾夫球協會的名譽會長。
古郡祐
演 - 佐藤浩市
自由記者。精通地下社會的事情。現在只要給錢就會做任何事情，但原來也是一名充滿熱情的政治線記者。

## 工作人員
- 編劇以及導演 - 三谷幸喜
- 製作 - 石原隆，市川南
- 製作人 - 前田久閑，和田倉和利
- 執行製片- 森賢正
- 共同製作人- 岡田翔太
- 攝影 - 山本英夫（J.S.C.）
- 照明 - 小野晃
- 錄音 - 瀬川徹夫
- 美術 - 棈木陽次
- 音樂 - 荻野清子
- 服裝設計- 宇都宮いく子
- 装飾 - 野本隆行
- 編輯 - 上野聰一（J.S.E.）
- 場記 - 山縣有希子
- 音響効果 - 倉橋静男
- VFX監督 - 田中貴志
- カラーグレーダー - 齋藤清二
- 技術製作人 - 大屋哲男
- 美術進行 - 杉山貴直
- 選角- 杉野剛
- 助理導演 - 成瀬朋一
- 製作負責 - 斉藤大和，鍋島章浩
- 製作 - 富士電視台，東寶
- 製片公司 - シネバザール
- 發行 - 東寶

## 其他
- 本作登場的虛擬人物‧黑田啓介雖然是第127代日本內閣總理大臣，但電影上映時的內閣總理大臣‧安倍晉三（眾議院議員、自由民主黨總裁）則是第98任（他也歷任第90，96・97任）。
- 2018年1月18日到3月15日，在朝日電視台「朝日電視台週四晚間九點連續劇」中播放的電視劇『BG～身邊警護人～』當中，於本作演出總理大臣夫人黑田聰子的石田百合子則是演出厚生勞動大臣立原愛子。
- 同年5月24日上映的日本電影『空母伊吹』（原作：川口開治「空母伊吹」，導演：若松節朗，編劇：伊藤和典以及 長谷川康夫），在本作中演出內閣總理大臣黑田啓介的中井貴一則是扮演超商店長‧中野啓一役，扮演自由記者古郡祐的佐藤浩市則是扮演內閣總理大臣垂水慶一郎，扮演總理大臣官邸廚師壽賀的齊藤由貴則是扮演網路新聞P-Panel記者的上司晒谷桂子役。
- 日本憲政史上的歴代內閣總理大臣中，有一位與主角同姓的人物‧黑田清隆（第2代內閣總理大臣，黑田內閣）。
- 扮演美國總統通譯的捷特‧和田的宮澤艾瑪是日美混血兒，父親是前駐日美國代理大使克里斯多福・拉裴爾，母親的祖父則是第78代內閣總理大臣宮澤喜一，因此本作的演員中，只有她是唯一與總理有近親關係的人。

## 外部連結
- 電影『失憶的總理大臣』官方網站（页面存档备份，存于）
- 電影『失憶的總理大臣』的X（前Twitter）
- 失憶的總理大臣（页面存档备份，存于） - 東寶
- 互联网电影数据库（IMDb）上《首相失憶了》的资料（英文）